# Ski militaire aux Jeux olympiques de 1924
Navigation
Édition suivante

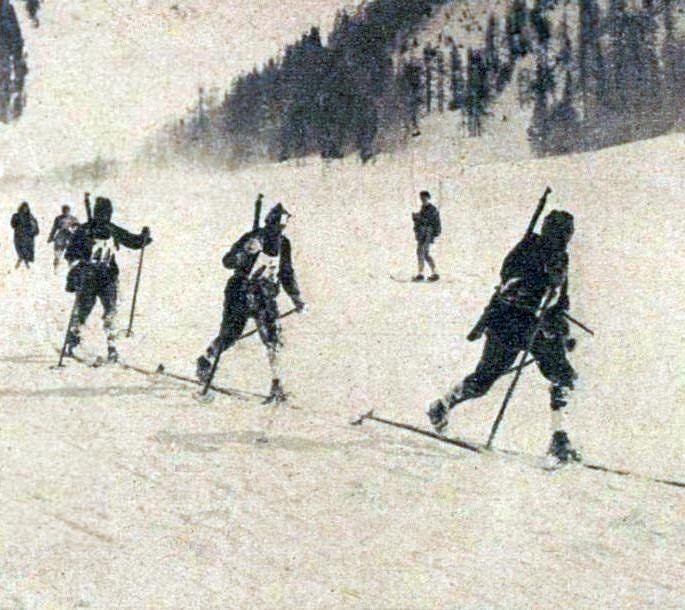
La patrouille militaire suisse championne olympique.

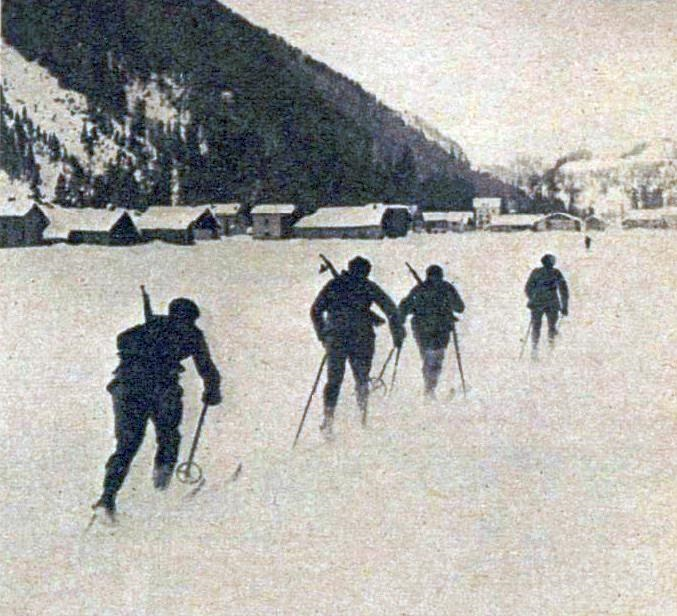
La patrouille militaire française, médaille de bronze.

Le ski militaire (également connu sous le nom de « patrouille militaire ») aux Jeux olympiques d'hiver de 1924 était une course par équipes combinant ski de fond et tir au fusil, ébauche de ce qui deviendra plus tard le biathlon. L'épreuve olympique fut courue par temps froid et du vent fort soufflant en rafales, sur une distance de 30 km avec un dénivelé de 785 mètres. La séance de tir était placée à mi-parcours, chaque patrouille ayant 18 balles à tirer sur silhouette distante de 250 mètres. Chaque balle atteignant la cible accordait 30 secondes de bonification. La Finlande était favorite en raison notamment de sa technique de tir consistant à appuyer le fusil sur les bâtons de ski entrecroisés mais, malgré une réussite supérieure à celle de ses adversaires dans l'exercice, elle a laissé le titre olympique à la Suisse.

## Podium
| Épreuve            | Or                                                                     | Argent                                                               | Bronze                                                                      |
| Course par équipes | Suisse Alfred Aufdenblatten Alphonse Julen Antoine Julen Denis Vaucher | Finlande August Eskelinen Heikki Hirvonen Ville Mattila Väinö Bremer | France André Vandelle Camille Mandrillon Georges Berthet Maurice Mandrillon |

## Résultats
| Rang                                | Athlètes                                                                | Pays            | Temps réel      | Balles réussies (bonifications) | Temps total     |
| ----------------------------------- | ----------------------------------------------------------------------- | --------------- | --------------- | ------------------------------- | --------------- |
| Médaille d'or, Jeux olympiques      | Vaucher, Alfred Aufdenblatten, Alphonse Julen, Antoine Julen            | Suisse          | 4 h 0 min 6 s   | 8 (4 min)                       | 3 h 56 min 6 s  |
| Médaille d'argent, Jeux olympiques  | Väinö Bremer, August Eskelinen, Heikki Hirvonen, Ville Mattila          | Finlande        | 4 h 5 min 40 s  | 11 (5 min 30 s)                 | 4 h 0 min 10 s  |
| Médaille de bronze, Jeux olympiques | Camille Mandrillon, Georges Berthet, Maurice Mandrillon, André Vandelle | France          | 4 h 19 min 53 s | 2 (1 min)                       | 4 h 18 min 53 s |
| 4                                   | Buchta, Bim, Josifek, Mittlohner                                        | Tchécoslovaquie | 4 h 22 min 24 s | 5 (2 min 30 s)                  | 4 h 19 min 54 s |

Abandon (non classés) :

 Italie

 Pologne